# James M. Quigley

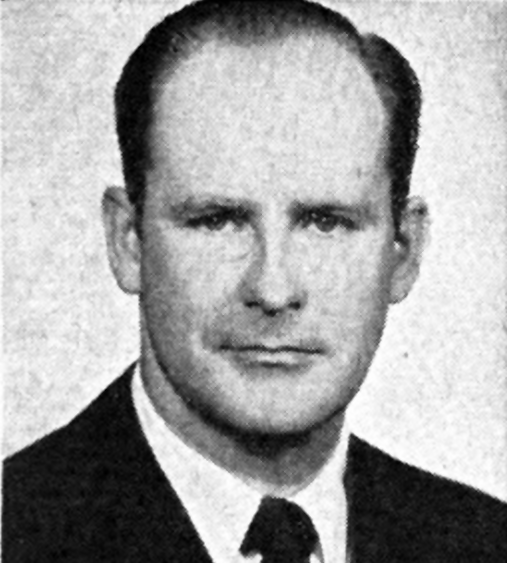
James M. Quigley

James Michael Quigley (* 30. März 1918 in Mount Carmel, Northumberland County, Pennsylvania; † 15. Dezember 2011 in Washington, D.C.) war ein US-amerikanischer Politiker. Zwischen 1955 und 1961 vertrat er zwei Mal den Bundesstaat Pennsylvania im US-Repräsentantenhaus.

## Werdegang
James Quigley besuchte die öffentlichen Schulen seiner Heimat und danach bis 1939 das Villanova College. Nach einem anschließenden Jurastudium an der Dickinson Law School in Carlisle und seiner 1942 erfolgten Zulassung als Rechtsanwalt begann er in Harrisburg in diesem Beruf zu arbeiten. In den Jahren 1943 bis 1946 diente er während des Zweiten Weltkrieges in der United States Navy. Dabei war er in die Kämpfe um Okinawa und die Philippinen verwickelt. Danach gehörte er zu den amerikanischen Besatzungstruppen in Korea und China. Nach seiner Heimkehr praktizierte er wieder als Anwalt in Harrisburg.
Politisch schloss sich Quigley der Demokratischen Partei an. 1950 kandidierte er noch erfolglos für den Kongress. Bei den Kongresswahlen des Jahres 1954 wurde er dann aber im 19. Wahlbezirk von Pennsylvania in das US-Repräsentantenhaus in Washington gewählt, wo er am 3. Januar 1955 die Nachfolge des Republikaners S. Walter Stauffer antrat, den er bei der Wahl geschlagen hatte. Da er im Jahr 1956 gegen Stauffer verlor, konnte er bis zum 3. Januar 1957 zunächst nur eine Legislaturperiode im Kongress absolvieren.
Nach dem Ende seiner ersten Zeit im US-Repräsentantenhaus arbeitete James Quigley für einige Zeit im Stab von US-Senator Joseph S. Clark. Im Jahr 1958 war er stellvertretender Attorney General seines Heimatstaates. Bei den Wahlen des Jahres 1958 kam es im 19. Distrikt von Pennsylvania zum dritten Mal zum Duell zwischen James Quigley und Walter Stauffer. Nach seinem Wahlsieg konnte Quigley am 3. Januar 1959 das Mandat übernehmen und bis zum 3. Januar 1961 ausüben. Seine beiden Amtszeiten im Kongress waren von den Ereignissen des Kalten Krieges und der Bürgerrechtsbewegung bestimmt. Im Jahr 1960 unterlag James Quigley dem Republikaner George Atlee Goodling.
Zwischen 1961 und 1966 gehörte er der Bundesregierung unter den Präsidenten John F. Kennedy und Lyndon B. Johnson an. Dabei war er stellvertretender Minister für Gesundheit, Bildung und Wohlfahrt. Zwischen 1966 und 1968 fungierte er als Bundesbeauftragter gegen Wasserverschmutzungen. Von 1968 bis 1986 war Quigley Vizepräsident der United States Plywood-Champion Papers, Inc. Er starb am 15. Dezember 2011 in Washington.